# Shigemaru Takenokoshi
Shigemaru Takenokoshi (jap. 竹腰重丸 Takenokoshi Shigemaru; ur. 15 lutego 1906 w Usuki, zm. 6 października 1980 w Tokio) – japoński piłkarz, reprezentant kraju.

## Kariera klubowa
Jako piłkarz grał w klubie Tokyo Imperial University LB.

## Kariera reprezentacyjna
Karierę reprezentacyjną rozpoczął w 1925, a zakończył w 1930 roku. W sumie w reprezentacji wystąpił w 5 spotkaniach.

## Statystyki
| Reprezentacja Japonii | Reprezentacja Japonii | Reprezentacja Japonii |
| Rok                   | Mecze                 | Gole                  |
| --------------------- | --------------------- | --------------------- |
| 1925                  | 1                     | 0                     |
| 1926                  | 0                     | 0                     |
| 1927                  | 2                     | 1                     |
| 1928                  | 0                     | 0                     |
| 1929                  | 0                     | 0                     |
| 1930                  | 2                     | 0                     |
| Razem                 | 5                     | 1                     |